# Молданазар, Галымжан Маханбетович
Галымжан Маханбетович Молданазар (каз. Ғалымжан Маханбетұлы Молданазар; род. 20 октября 1988, Караозек) — казахстанский певец и музыкант, солист музыкальной группы Moldanazar.

## Биография
Вырос в Кызылординской области, в 2006—2007 гг. учился на актёрском отделении Казахской национальной академии искусств, но ушёл с первого курса.

## Творчество
Не имея музыкального образования, он начал творческую деятельность в 2011 году. Широко стал известен публике в 2013 году, после клипа «Ақпен бірге».
В 2015 году основал группу Moldanazar. В том же году американская группа рок-виолончелистов Break of Reality выступила в Алматы на сцене Государственной филармонии имени Жамбыла, где они познакомились с Галымжаном. После этого Молданазар и Break of Reality вместе выступили на одной из нью-йоркских площадок. Концерт посетили и казахстанцы, проживающие в США. Там же был снят ещё один клип на «Ақпен бірге».
Новый всплеск популярности исполнителя связан с клипом «Өзің ғана», имеющим социальное звучание.
Галымжан исполнил саундтрек к фильму Нуртаса Адамбаева «Тараз», который вышел в прокат 13 октября 2016 года. Композиция «Сағым» стала заглавной песней к криминальной драме. В сети появился клип, в который вошли кадры из кинокартины. Молданазар уже сотрудничал с продюсерским центром Адамбаева — в картине «Побег из аула. Операция „Махаббат“» также звучала песня «Алыстама», написанная им.
В феврале 2018 Молданазар записывает саундтрек к фильму «Шестой пост», используя композицию «Қараңғы», сочинённую музыкантом еще в 2012 году.
13 марта 2018 года Галымжан совместно с украинским исполнителем Иваном Дорном выпускают трек «Kaida». Композиция исполняется на двух языках — казахском и украинском.18 августа 2018 года Молданазар презентует свою новую работу — анимационный клип на песню «Esimde Bari». Клип посвящен космической тематике.

## Отзывы критиков
Музыкальная критика отмечала, что использование в песнях казахского языка и прямая ориентация на лучшие западные образцы вроде Tesla Boy и Ивана Дорна открывает Галымжану дорогу на музыкальные рынки США и мира, но закрывает на рынок СНГ.

## Синглы
1. «Alystama»
Жанр: рок
Выпуск: 3 Июль 2016
2. «Berik bol»
Жанр: поп
Выпуск: 3 Июль 2016
3. «Meirymdi bol»
Жанр: традиционный фолк
Выпуск: 3 Июль 2016
4. «Zhauap bar ma?»
Жанр: поп
Выпуск: 3 Июль 2016
5. «Ozin Gana»
Жанр: поп
Выпуск: 23 Сентября 2016
6. «Жаным Сол»
Жанр: Электро
Выпуск: 17 Февраля 2017

## Видеоклипы
| Год  | Клип            | Ссылка           |
| ---- | --------------- | ---------------- |
| 2013 | «Ақпен бірге»   | Видео на YouTube |
| 2013 | «Қош бол»       |                  |
| 2014 | «Кім ол?»       | Видео на YouTube |
| 2014 | «Берік бол»     | Видео на YouTube |
| 2015 | «Ақпен бірге»   | Видео на YouTube |
| 2016 | «Жауап бар ма?» | Видео на YouTube |
| 2016 | «Өзiң ғана»     | Видео на YouTube |
| 2016 | «Сағым»         | Видео на YouTube |
| 2017 | «Жаным сол»     | Видео на YouTube |
| 2017 | «Сенің жаныңда» | Видео на YouTube |
| 2018 | «Qarangy»       | Видео на YouTube |
| 2018 | «Esimde Bari»   | Видео на YouTube |
| 2019 | «Mahabbatym»    | Видео на YouTube |